# Davide Malacarne
Davide Malacarne (Feltre, 11 luglio 1987) è un ex mountain biker, ex ciclista su strada e ciclocrossista italiano. Soprannominato "Calimero", è stato campione del mondo di ciclocross juniores nel 2005, e poi professionista su strada dal 2009 al 2016. Nel 2017 ha gareggiato nel mountain biking con il team DMT.

## Carriera

### Gli esordi
Originario di Lamon ma nativo di Feltre, comincia con il ciclismo all'età di 6 anni, mentre a 13 esordisce nel ciclocross: proprio in questa specialità, dopo diversi titoli italiani tra gli esordienti e gli allievi, nella stagione 2004-2005 conquista il campionato italiano e mondiale juniores, nonché la Coppa del mondo juniores dopo essersi aggiudicato due prove di calendario.
Dal 2006 al 2008, lasciato il ciclocross, gareggia su strada nella categoria Dilettanti Under-23. Nei primi due anni veste la divisa della trevigiana Zalf-Désirée-Fior, cogliendo diversi successi: nel 2006 si aggiudica il Trofeo Matteotti (diventa, a soli diciott'anni, il più giovane vincitore della manifestazione) e il Giro del Veneto e delle Dolomiti (con la maglia della Nazionale Under-23), mentre nel 2007 vince il Giro delle Valli Aretine. Nel 2008 gareggia invece tra le file del team pistoiese Lucchini-Neri-Nuova Comauto, conquistando il Giro del Belvedere, gara valida per l'UCI Europe Tour.

### 2009-2011: Quick Step
Passa professionista nella stagione 2009 con la squadra belga Quick Step, per la quale aveva firmato un contratto triennale già nel 2006 e per la quale negli ultimi mesi del 2008 aveva corso da stagista; nella prima stagione tra i pro partecipa al Giro d'Italia del centenario, ritirandosi però durante la diciottesima tappa. Poco prima della "Corsa rosa", in aprile, si era distinto con un secondo posto finale al Presidential Cycling Tour of Turkey. In stagione è anche quarto alla Coppa Sabatini.
Nel 2010 vince la sua prima corsa da professionista, coronando con il successo una fuga di 165 chilometri, 20 dei quali da solo, nel corso della quinta tappa della Volta Ciclista a Catalunya, in Spagna. Rimane poi a lungo fermo, a causa delle fratture al gomito e allo scafoide rimediate in una caduta alla Freccia del Brabante. Rientrato alle corse, in settembre partecipa alla Vuelta a España, ma si classifica lontano dai migliori, 126º, a causa di una mononucleosi.
Nel 2011 sfiora il successo nella quinta tappa della Tirreno-Adriatico, quando, dopo una fuga insieme al costaricano Andrey Amador, viene ripreso dal gruppo a soli 250 metri dal traguardo. Alla fine della frazione indossa la maglia verde di leader della classifica dei GPM, graduatoria di cui poi risulta vincitore al termine della corsa. Prende poi parte sia al Giro d'Italia che alla Vuelta a España, concludendoli entrambi.

### 2012-2014: Europcar
All'inizio del 2012 si trasferisce al Team Europcar, formazione Professional Continental francese diretta da Jean-René Bernaudeau. In apertura di stagione si piazza quinto al Grand Prix d'Ouverture e quarto alle Boucles du Sud Ardèche. Partecipa quindi al Tour de France come gregario, classificandosi al 59º posto.
Nel 2013, alla sua seconda stagione con l'Europcar, sfiora il successo nella terza tappa della Parigi-Nizza, arrivando secondo alle spalle di Andrew Talansky. Sarà poi settimo nella classica belga Freccia del Brabante vinta da Peter Sagan. Successivamente si classifica 49º al Tour de France, risultando il primo degli italiani (nell'occasione viene eguagliata la peggior prestazione degli italiani alla Grande Boucle, quella di Roberto Visentini anch'egli 49º al Tour 1985).
Per il 2014 rinnova per un'altra stagione con la formazione transalpina, che entra a far parte del World Tour. Partito per il Giro d'Italia con l'intenzione di vincere una tappa, conclude al secondo posto nella nona frazione, da Lugo a Sestola, venendo battuto in uno sprint a due, dopo una fuga di 120 km con altri 12 atleti, dall'olandese Pieter Weening. Chiude al 39º posto in classifica generale, a 1h40'10" dal vincitore Nairo Quintana.

### 2015-2016: Astana
Nell'agosto seguente viene annunciato il suo trasferimento ufficiale all'Astana Pro Team, con contratto annuale, a partire dalla stagione 2015: qui svolgerà il ruolo di gregario per Fabio Aru. Nel 2016 partecipa al Giro e aiuta il suo capitano Vincenzo Nibali a vincere quel Giro.

## Palmarès

### Strada
- 2005 (Juniores)

Giro delle Conche
Trofeo Dorigo Porte
- 2006 (Zalf-Désirée-Fior)

Coppa Città di Lonigo
Trofeo Matteotti - Marcialla
2ª tappa Giro del Veneto e delle Dolomiti (Grigno > Passo Pecol)
Classifica generale Giro del Veneto e delle Dolomiti
- 2007 (Zalf-Désirée-Fior)

Giro delle Valli Aretine
- 2008 (Lucchini-Neri-Nuova Comauto)

Giro del Belvedere
- 2010 (Quick Step, una vittoria)

5ª tappa Volta Ciclista a Catalunya (Ascó > Cabacés)

### Altri successi
- 2007 (Zalf-Désirée-Fior)

Prologo Giro del Veneto e delle Dolomiti (Rossano Veneto, cronosquadre)
- 2011 (Quick Step)

Classifica scalatori Tirreno-Adriatico

### Ciclocross
- 2004-2005 (Juniores)

Campionati del mondo, Prova Juniores
Campionati italiani, Prova Juniores
Classifica generale Coppa del mondo Juniores

## Piazzamenti

### Grandi Giri
- Giro d'Italia

2009: ritirato (18ª tappa)
2011: 146º
2014: 39º
2015: 85º
2016: 47º
- Tour de France

2012: 59º
2013: 49º
- Vuelta a España

2010: 126º
2011: 56º
2016: ritirato (14ª tappa)

### Classiche monumento
- Milano-Sanremo

2011: 116º
2013: 26º
- Giro delle Fiandre

2011: ritirato
- Liegi-Bastogne-Liegi

2012: ritirato
2013: ritirato
- Giro di Lombardia

2009: ritirato
2011: ritirato
2013: ritirato
2014: ritirato

### Competizioni mondiali
- Campionati del mondo di cross

Pontchâteau 2004 - Juniores: 36º
St. Wendel 2005 - Juniores: vincitore
Zeddam 2006 - Under-23: ritirato
Hooglede-Gits 2007 - Under-23: 19º
- Campionati del mondo su strada

Salisburgo 2006 - In linea Under-23: 88º